# 최중락
최중락(崔重洛, 영어: Choi Joongrak, 1929년 7월 16일 ~ 2017년 3월 24일)은 서울경찰청 강력과장, 에스원 상임고문, 수우회 회장 등을 역임한 대한민국의 경찰공무원이다. 본관은 해주(海州).
그는 대한민국 경찰로 재직하는 40여 년 동안 1천3백여 명의 강력범을 체포하였으며 그가 다룬 사체만 2천6백 구에 달하는 등 강력사건 수사 분야의 '전설'로 여겨진다. MBC TV 시리즈 《수사반장》의 실제주인공이다.

## 생애

### 청년기
1948년 음성 농업학교(5년제)를 졸업하고 1950년 4월 순경시험에 합격했다. 그러나 곧 한국 전쟁이 발발하여 9·28 수복 이후인 10월 15일 경찰학교에 입교할 수 있었다. 11월 17일 졸업한 후 평양 소재 치안국 전투경찰 202대대 2중대 3소대로 발령 받았다. 전쟁 중 지리산ㆍ태백산 등에서 공비토벌작전에 참가한 경험으로 인해 본인 스스로 '극우파'라고 할만큼 보수 관련 성향을 가지게 되었다.

### 경찰로서의 활동
1953년 미 제3수송사령부 미군 772헌병대대에 파견되었고 1958년 서울중부경찰서 강력계로 배치받아 형사로서 첫발을 내디뎠다.  이후 경찰재직 40년 중 약 25년을 서울시경 강력과에서 근무하였다. 남대문시장, 양동사창가 등 우범지역에서 낮밤을 가리지 않고 잠복근무를 하면서 수많은 범죄자들을 검거하였다. 최우수 실적을 보인 형사에게 주는 '포도왕’ 상을 여러번 받았다. 그가 맡은 주요 사건으로는 59년 필동 일가족 몰살사건, 66년 상업은행 영등포지점 강도 사건, 69년 홍제동 청기와집 모녀살인사건, 70년 정인숙양 사건, 76년 육일사전당포 살인사건, 79년 금당부부 살인사건, 82년 냉천동 3모녀 피살사건, 84년 을지병원 독살사건, 90년 3월 샛별룸살롱 살인사건 등이 있다.

### 퇴임
1990년 12월 29일 총경으로 정년 퇴임하였다.

## TV 시리즈수사반장관련
1970년대부터 강력 범죄가 증가하자 정부에서 방송국에 수사 드라마를 만들어 줄 것을 요청하였다. 최중락은 1972년부터 1989년 종영 때까지 MBC TV 시리즈 수사반장 제작 과정에 동참하였다. 각종 강력 사건의 자료를 제공하고 1년에 2번 정도 직접 출연을 하기도 하였다.

## 주요 경력
- 치안국 202 전투경찰부대
- 서울중부경찰서 강력계
- 부산동래경찰서 수사과장
- 인천해경 정보수사과장
- 인천시경 수사과장
- 서울특별시경찰청 강력과장
- 자유민주연합 당무위원(1995년)
- 에스원 상임고문(1996년~1999년)
- 수우회 회장(1999년~2009년)
- 에스원 고문(1999년~2017년)